# 1001 Naitsu
1001 Naitsu (1001 ナイツ lit. 1001 caballeros?) es un manga escrito e ilustrado por Yukiru Sugisaki. El manga, actualmente en curso, se estrenó en junio de 2012 en la revista Gekkan Asuka. El primer volumen fue publicado por Kadokawa Shōten el 24 de octubre de 2012. El primer capítulo fue lanzado en Inglés en Comic Walker el 6 de abril de 2014. El manga se centra alrededor de dos hermanos gemelos, Naito y Yuta, y su aventura en el mundo de las mil y una noches.

## Argumento
1001 Naitsu sigue la historia de dos hermanos gemelos idénticos, Naito Fuuga y Yuta Fuuga. Ellos tienen poco en común. Naito es gentil y amable y Yuta es atlético y agresivo; Sin embargo, tienen una relación muy estrecha. Cuando su padre Shinra se pierde, los dos son llamados a Dubái. Esa noche, un misterioso hombre ataca a los hermanos y terminan separados en un mundo paralelo llamado Estrella fantasma. A continuación, deben embarcarse en un viaje para encontrarse el uno al otro y hacer frente a sus destinos y la verdad detrás de sus pasados.

## Personajes

### Principales
- Naito Fuuga (風雅七糸 Fuuga Naito?)

Naito es el hermano mayor de los gemelos. Es un chico de buen corazón y educado que ha estado tomando el cuidado de la oficina de detective de su padre desde que desapareció hace años. Naito se especializa en encontrar cosas. Debido a la cara femenina y baja estatura, siempre es confundido con una chica, que es algo que le molesta mucho. Más tarde, se revela que Naito es la reencarnación de Alnilam, la princesa prohibida de Fedina Unido. Su sello tallado está en el lado izquierdo de su pecho. la capacidad de Naito es la curación.
Después de haber sido separado de Yuta, que está empeñado en la búsqueda de lo nuevo. Junto con su genio Rubaiyat, Uldan - el comandante del ejército real de Fedina y su genio Enda, Naito comienza un viaje, con la esperanza de reunirse con su hermano otra vez, mientras que al mismo tiempo desvela el misterio de la Estrella Fantasma.
- Yuta Fuuga (風雅勇高 Fuuga Yuta?)

Yuta es el hermano menor de Naito. Al contrario de su hermano, Yuta es un joven adolescente de mal humor y agresivo que a menudo termina en peleas. Mucho más alto y más fuerte que Naito, que se especializa en trabajos que implican el manejo de la fuerza física. Yuta tiene una fuerte complejo del hermano hacia Naito y se da a entender en el manga que puede albergar sentimientos románticos por su propio hermano. Más tarde, se revela que Yuta es la reencarnación de Saif, el príncipe de la corona nacido en la destrucción de Jakha Unido. Su sello tallado está en el lado derecho de su pecho. La capacidad de Yuta radica en su mano derecha, que posee el poder de quitar fuentes de vida del ser humano. Sólo Naito lo puede tocar sin ser dañado.
A través de Alph Lyla, aprende acerca de su verdadera identidad como príncipe Saif y ahora está matando brutalmente a un gran número de personas cada noche para recoger suficiente monogatari para revivir a su madre. Los rumores extendieron su fama y la gente se refería a él como  "Príncipe Pelirrojo ( 赤 髪 の 王子   Akagami no Oji?) de Jakha".
- Shinra Fuuga (風雅森羅 Fuuga Shinra?)

El padre de los gemelos y director general de la Sede Central de agentes en Dubái. Se fue de casa cuando sus hijos estaban en la escuela primaria por razones desconocidas. Se fue dejando un viejo guante de Yuta, algo que puede controlar su poder de Línea de Vida y un misterioso diario para Naito, diciendo que van a ser muy útil en el futuro.
- Arthur Eshenko (アーサー・エイシェンコ Āsā Eishenko?)

Arthur es un amigo del padre de los gemelos. Él es un mujeriego rico que convence a los gemelos para ir a Dubái para encontrar a su padre. Él está muy encariñado con Naito, comentando que él es lindo. Él y Yuta no se llevan muy bien. Es una de las pocas personas que conoce la verdadera identidad de los gemelos. Antes de desaparer, Shinra pide Arthur que salve a los gemelos, a lo que tristemente responde que es imposible salvar a ambos.

### Reino de Isaref(イサレフ王国,Isarefu Ōkoku?)
Isaref es un pequeño reino situado cerca del desierto de Angus, donde fue llevado Naito por el Primer Príncipe, Asrut, cuando se encontró exhausto en el medio del desierto tratando de encontrar su hermano gemelo más joven, Yuta.
- Prince Asrut (アソルト Asoruto?)

Asrut es el primer príncipe de Isaref. Encontró a Naito en el medio del desierto cuando cayó en el mundo paralelo. Él es el príncipe de la corona de Isaref pero como estaba a punto de morir en el pasado por su herencia, él y su hermano cambiaron de lugar entre sí. Él ahora está actuando como guardián de Zamul. Se dio a entender que él está enamorado de Naito.
- Prince Zamul (ザムル Zamuru?)

Zamul es el segundo príncipe y hermano menor de Asrut. Para proteger a su hermano, se ve obligado a convertirse en su sustituto. Él piensa que Naito es una mujer.
- Shakt (シャクト Shakuto?)

Una esclava que es salvada por Asrut. Desde entonces, ha sido muy leal a él.
- Zuban (ズバン?)

Zuban es el hermano menor de Shakt y al criado de Zamul. Él se enamoró de Naito el primer momento en que puso los ojos en él. Sin saber que Naito es un niño, lo llama "princesa". Aunque él y Zamul no se llevan bien, Zuban todavía se preocupa por el bienestar de su amo.

### Reino de Jakha(ジャッハ魔族,Jahha Mazoku?)
Jakha es uno de los dos mayores reinos en el mundo paralelo donde la encarnación pasada de Yuta, el Príncipe Saif, nació. El reino se dice que está lleno de un aura demoníaca. Se dice que Jakha y Fedina están en un constante estado de guerra.
- Príncipe Saif (サイフ Saifu?)

La encarnación de Yuta Fuuga. Él es el príncipe de mal agüero que está profetizado para ser el rey de la Estrella Fantasma. Se da a entender que Saif se enamoró de Alnilam, la princesa de su reino enemigo, y desafió a su estatus como el príncipe de la destrucción. Después de haber sido matado por una razón desconocida, Saif renace como Yuta Fuuga, aún poseyendo su poder abrumador y las memorias de su amada princesa, lo que provoca Yuta se sienta atraído por Naito.
- Reina Radiya (ラディーヤ Radiya?)

La exreina de Jakha y la madre de Prince Saif. Actualmente se encuentra en un coma profundo después de ofrecer demasiada monogatari al diablo para que su hijo se le puede hacer un borrón y cuenta nueva y renace como Yuta Fuuga - un ser humano normal en la Tierra.

### Reino de Fedina(フェディナ王国,Fedina Ōkoku?)
Fedina es uno de los dos mayores reinos en el mundo paralelo, donde la encarnación pasada de Naito, la Princesa Alnilam, nació. Se dice que Jakha and Fedina están en un constante estado de guerra.
- Princesa Alnilam (アルニラム Aruniramu?)

La encarnación de Naito Fuuga. Ella es la princesa prohibida de Fedina. Alnilam era la única maestra de Rubaiyat, comprometiéndose a creer en él, sin importar lo que le pueda suceder a ella. Después de reencarnar en Naito, perdió todos sus recuerdos del pasado.
- Uldan (ウルダン Urudan?)

Uno de los hermanos de la reina anterior y, por tanto, el tío de Naito. Actualmente es el oficial al mando del ejército real de Fedina. Después de descubrir que Naito es la reencarnación de Alnilam, la hija de su hermana, decide acompañarlo en su viaje para encontrar a su hermano gemelo.
- Reina Sabias (サビアス Sabiasu?)

La reina actual de Fedina y madre de Alnilam. Ella y la Reina Radiya del Reino de Jakha son las mejores amigas. Ella era la antigua maestra de Rubaiyat.

### Genios
- Rubaiyat (ルバイヤート Rubaiyāto?)

Rubaiyat es un personaje importante en la historia. un genio (魔神 majin?) de 300 años de edad que estaba profundamente enamorado de la princesa Alnilam desde hace mucho tiempo. Ahora actúa como protector de Naito, acompañándolo en sus viajes y, al mismo tiempo tratando de hacer que Naito recuerde su vida pasada. De acuerdo con Enda, Rubaiyat es el más fuerte de todos los genios. Él puede parecer un poco infantil, pero en realidad es un genio muy despiadado, que no muestra absolutamente ninguna piedad en el asesinato. Rubaiyat, aparte de Naito, no se preocupa por nadie más.
- Alph Lyla (アルフ・ライラ Arufu Raira?)

Un misterioso chico que atacó a los gemelos en su primera noche en Dubái. Él llama a Yuta por el nombre de Saif y lo aprisionó. Él y Rubaiyat son jurados enemigos.
- Enda (エンダ?)

Enda es genio perezoso de Uldan. Cuando no está en acción, que toma la forma de una espada. Es un genio alcohólico que siempre se escapa a beber sin el permiso de su amo. Sin embargo, Enda es muy leal a Uldan.

## Terminología
- La Estrella Fantasma (亡霊の星 Bourei no Hoshi?)

Universo paralelo en la historia de donde genios y seres mágicos provienen. Los dos mayores reinos son Fedina y Jakha, constantemente en guerra por el poder para conquistar el mundo.
- Agente (エージェント Ējento?)

Los agentes son los únicos capaces de viajar a la Estrella Fantasma. Cada agente tiene algo que se llama "sello tallado" en sus cuerpos. Su sede está en Dubái.
- Sello Tallado (刻印 Kokuin?)

La misteriosa marca de todos los agentes. El sello tallado aparece en una parte aleatoria del cuerpo desde su nacimiento, por ejemplo, el sello tallado de Yuta está en el pecho derecho y Naito en su izquierdo. Se dice que los que tienen sellos tallados son seres peligrosos, trayendo muertes insondables donde quiera que vayan.
- Iftam (イフタム Ifutamu?)

La puerta conectada al planeta Tierra y la Estrella Fantasma. Solo los agentes pueden activarlo con sus sellos tallados. La palabra "Iftam" significa "abrir" en árabe.
- Domador de Genio (ジニー使い Jiniitsukai?)

Un ser humano que hace un contrato con un genio. De acuerdo con Asrut, los Domadores de Genios son en su mayoría hombres, con la excepción de la princesa Alnilam.
- Ojo Malvado (邪視 Jashi?)

La más poderosa fuerza negativa en la Estrella Fantasma, le pertenecía anteriormente al diablo. El que posea un ojo malvado recibirá el poder destructivo que podría superar a todos los demás y convertirse en el rey de la Estrella Fantasma. Yuta Fuuga es el elegido por el diablo para heredar el ojo malvado.
- Línea de Vida (物語 Monogatari; literalmente quiere decir historia/legenda'?)

En la Estrella Fanasma, la vida de una persona en particular se conoce como monogatari. Es un simbolismo de toda la memoria y pasado que tienen en sus vidas, ya sea a corto o largo, feliz o triste. Si se pierde el monogatari de una persona, el morirá. En otras palabras, un monogatari es también la fuerza vital de una persona. La capacidad de dar y quitar un monogatari se llama la línea de vida (de ahí la mano derecha de Yuta Fuuga).

## Media

### Manga

#### Lista de volúmenes
| N.º | Fecha de Lanzamiento en Japón | ISBN              |
| --- | ----------------------------- | ----------------- |
| 1   | 24 de octubre de 2012         | 978-4-04-120513-6 |
| 2   | 20 de febrero de 2013         | 978-4-04-120658-4 |
| 3   | 21 de junio de 2013           | 978-4-04-120753-6 |
| 4   | 26 de noviembre de 2013       | 978-4-04-120896-0 |
| 5   | 26 de junio de 2014           | 978-4-04-121130-4 |
| 6   | 26 de diciembre de 2014       | 978-4-04-102564-2 |
| 7   | 26 de agosto de 2015          | 978-4-04-103299-2 |